# Pastorale en la bémol de Tailleferre
Pour les articles homonymes, voir Pastorale (Tailleferre).
Pastorale en la bémol est une œuvre pour piano de Germaine Tailleferre composée en 1928.

## Présentation
La Pastorale en la bémol pour piano de Tailleferre est composée en décembre 1928 et publiée par Heugel en 1929.
La partition est dédiée à Ralph Barton, premier mari de Germaine Tailleferre.
Pour Guy Sacre, la pièce est « à la fois plus tendre et moins naïve que sa devancière de l'Album des Six, et plus modestement tonale ».
La musicologue Caroline Potter relève que l'œuvre « débute et se termine dans un 
 enjoué », et prend la forme non « d'une paisible scène de campagne, mais d'une sorte de toccata qui fait l'impression d'une danse de travers ».
La Pastorale est d'une durée moyenne d'exécution de trois minutes environ.

## Discographie sélective
- Germaine Tailleferre : Œuvres pour piano, Cristina Ariagno (piano), Timpani 1C1074, 2003.
- Germaine Tailleferre: Her Piano Works, Revived. 1, Nicolas Horvath (piano), Grand Piano GP891, 2022[4].
- The Flower of France (La Fleur de France) – Germaine Tailleferre Piano Works, Quynh Nguyen (en) (piano), Music & Arts MACD1306, 2023.